# Zelená linka (metro v Montréalu)

Linky metra v Montrealu

Zelená linka (označovaná také jako Linka 1) vede ze stanice Angrignon do stanice Honoré-Beaugrand montrealského metra a má celkem 27 stanic:
1. Angrignon
2. Monk
3. Jolicoeur
4. Verdun
5. De l'Église
6. LaSalle
7. Charlevoix
8. Lionel-Groulx
9. Atwater
10. Guy-Concordia
11. Peel
12. McGill
13. Place-des-Arts
14. Saint-Laurent
15. Berri-UQAM
16. Beaudry
17. Papineau
18. Frontenac
19. Préfontaine
20. Joliette
21. Pie-IX
22. Viau
23. Assomption
24. Cadillac
25. Langelier
26. Radisson
27. Honoré-Beaugrand

Tato linka metra se kříží dvakrát s oranžovou linkou (ve stanicích Lionel-Groulx a Berri-UQAM) a jednou se žlutou linkou (Berri-UQAM).